# Arquidiocese de Monróvia
A Arquidiocese de Monróvia (Archidiœcesis Monroviensis) é uma circunscrição eclesiástica da Igreja Católica situada em Monróvia, Libéria. Seu atual arcebispo é Gabriel Blamo Jubwe. Sua Sé é a Catedral do Sagrado Coração de Monróvia.
Possui 31 paróquias servidas por 44 padres, abrangendo uma população de 2 259 710 habitantes, com 6,5% da dessa população jurisdicionada batizada (146 205 católicos).

## História
A prefeitura apostólica da Libéria foi erigida em 18 de abril de 1903, recebendo o território do vicariato apostólico da Serra Leoa (atual Arquidiocese de Freetown).
Em 9 de abril de 1934, a prefeitura apostólica foi elevada a vicariato apostólico com a bula Quæ magis christiano do Papa Pio XI.
Em 2 de fevereiro de 1950 cedeu uma parte do seu território em vantagem da ereção da prefeitura apostólica de Cape Palmas (hoje uma diocese) e ao mesmo tempo alterou o próprio nome para vicariato apostólico de Monróvia.
Em 19 de dezembro de 1981 o vicariato apostólico foi elevado à categoria de arquidiocese metropolitana com a bula Patet Ecclesiæ do Papa João Paulo II.
Em 17 de novembro de 1986 cedeu outra parte de território para a ereção da Diocese de Gbarnga.

## Prelados
|                       | Nome                       | Período     | Notas               |
| Arcebispos            | Arcebispos                 | Arcebispos  | Arcebispos          |
| --------------------- | -------------------------- | ----------- | ------------------- |
| 3º                    | Gabriel Blamo Snosio Jubwe | 2024-       | Atual               |
| 2º                    | Lewis Jerome Zeigler       | 2011 - 2021 |                     |
| 1º                    | Michael Kpakala Francis    | 1981 - 2011 |                     |
| Arcebispo-coadjutor   |                            |             |                     |
|                       | Lewis Jerome Zeigler       | 2009 - 2011 |                     |
| Bispos                |                            |             |                     |
| 3º                    | Michael Kpakala Francis    | 1976 - 1981 | Elevado à Arcebispo |
| 2º                    | Francis Carroll, S.M.A.    | 1960 - 1976 |                     |
| 1º                    | John Collins, S.M.A.       | 1934 - 1960 |                     |
| Prefeitos apostólicos |                            |             |                     |
| 2º                    | John Collins, S.M.A.       | 1932 - 1934 | Nomeado Bispo       |
| 1º                    | Jean Ogé, S.M.A.           | 1911 - 1931 |                     |